# Maurice Ndour
Maurice Daly Ndour (Sindia, 18 de juny de 1992) és un jugador de bàsquet senegalès. Amb 2,06 metres d'alçada i 2.23 d'envergadura, juga en la posició de pivot. Actualment forma part de la plantilla dels New York Knicks.